# Pennergame
Pennergame – gra komputerowa z gatunku gier przeglądarkowych. Gra ukazała się w 2007 roku w niemieckiej wersji językowej. Gra została wydana również w wersji angielskiej (pod nazwą Dossergame), polskiej (Menelgame), francuskiej (Clodogame), hiszpańskiej (Mendigogame), tureckiej (Serserionline), amerykańskiej (Bumrise), brazylijskiej (Faveladogame) i rosyjskiej (Бомжуй!). Wydawcą gry jest Farbflut Entertainment. Gracz zaczyna grę jako niepotrafiący czytać ani pisać bezdomny. Stopniowo zdobywa kolejne umiejętności, płacąc za nie środkami uzyskanymi ze zbierania butelek (w polskiej wersji – puszek), gry na instrumencie, żebrania lub walk z innymi graczami. Menel może wykonywać zadania dnia, za które otrzymuje się znaczki, które można wykorzystać na różne bonusy np. wybrać pasujący rupieć. Celem gry jest zamieszkanie w pałacu, jednakże gra jest typu "open-end" i zakup pałacu jej nie kończy. W Niemczech była to najpopularniejsza gra przeglądarkowa w roku 2008.

## Rozgrywka
Aby rozpocząć grę konieczna jest rejestracja, podczas której gracz wybiera nazwę postaci oraz miasto, w którym będzie się toczyła gra (w wersji niemieckiej mogą to być Hamburg, Berlin, Monachium i Kolonia, a w polskiej Warszawa i Kraków).
Każdy nowy gracz ma 0 punktów oraz nieznaczną ilość wirtualnych pieniędzy wyrażonych w realnej walucie (w polskiej wersji jest to polski złoty). Celem gry jest zdobywanie kolejnych punktów i pomnażanie kapitału.
Grający może zdobywać punkty poprzez odbywanie kolejnych kształceń, podzielonych na trzy grupy ("Atak", "Edukacja", "Zdolności"), w każdej z nich znajduje się kilka opcji szkoleniowych. Punkty można również zdobyć poprzez zaatakowanie innych graczy.
Wirtualne pieniądze są zdobywane poprzez "żebranie" (gracz otrzymuje datek, w momencie gdy ktoś wejdzie na jego podstronę ulokowaną na serwerze gry), sprzedaż puszek i rupieci, atakowanie innych graczy oraz gry hazardowe. Znalezione rupiecie mogą być przerabiane na przedmioty.
Każdy gracz może posiadać jedno z 28-30 zwierząt dostępnych w grze.
Zawodnicy mogą się zrzeszać w tzw. bandach. Każda banda ma własne konto pieniężne, które jest zasilane przez przelewy dokonywane przez jej członków. Za pomocą pieniędzy bandy mogą być wykupowane "upgrade'y" (ulepszenia), które poprawiają różne współczynniki graczy znajdujących się wewnątrz danej bandy.
Za zebrane pieniądze gracz może kupić miejsce pobytu w lepszej dzielnicy, mieszkania (począwszy od chodnika po pałac), miejsca do żebrania, alkohole, jedzenie, osprzęt, lekarstwa, środki czyszczące, bronie (służące do ataku i obrony), losy oraz zwierzęta.
14 kwietnia 2011 roku uruchomiono nowy rodzaj Menelgame - "Reloaded" - z urozmaiconym systemem rupieci, "majsterkowania" i kilkoma istotnymi różnicami z Menelgame. Obecnie liczba zarejestrowanych graczy wynosi ponad 5000, z czego aktywni gracze stanowią małą część (prawdopodobnie większość woli klasyczne Menelgame). Wersja na oficjalnym forum polskiego Menelgame (board.menelgame.pl) spotyka się zarówno z krytyką pozytywną, jak i negatywną.
Obecnie żadna wersja gry, oprócz niemieckiej, nie posiada administracji, która nadzoruje grę.